# Ankylopteryx insularis
Ankylopteryx insularis är en insektsart som beskrevs av Navás 1922. Ankylopteryx insularis ingår i släktet Ankylopteryx och familjen guldögonsländor. Inga underarter finns listade i Catalogue of Life.